# Томас К'юсак

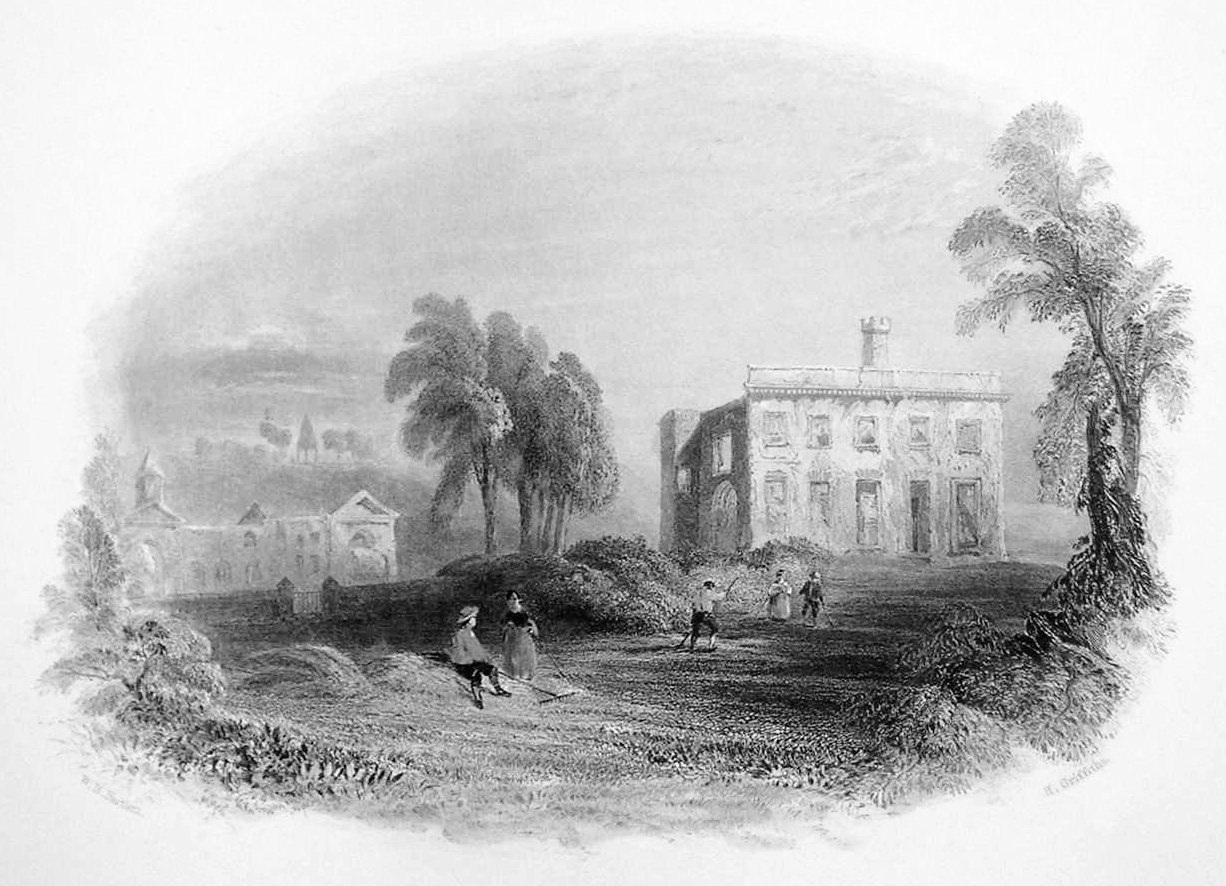
Замок Данган.

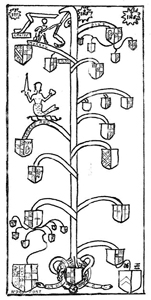
Фамільне древо родини К'юсак.

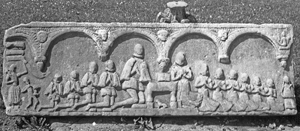
Меморіал Томаса К'юсака — Томас К'юсак та його діти.

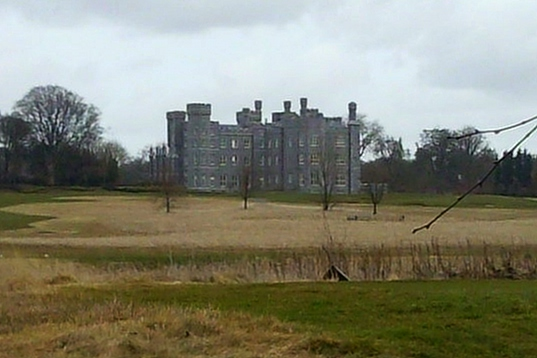
Замок Кілін.

Сер Томас К'юсак (англ. Sir Thomas Cusack) (1490—1571) — ірландський суддя, юрист, державний діяч, майстер рукописів, лорд-канцлер Ірландії, канцлер фінансів Ірландії, спікер Палати громад парламенту Ірландії. Був одним із найбільш вірних слуг корони Англії в Ірландії. Мав англо-норманське походження. Мав бурхливе особисте життя. Був предком герцога Веллінгтона. Четвертий із шести чоловіків Дженнет Сарсфілд, що була його третьою дружиною.

## Життєпис Томаса К'юсака

### Походження та ранні роки
Томас К'юсак був старшим сином Джона К'юсака з Кассінгтона, що в графстві Міт та його першої дружини Елісон де Велслі — молодшої дочки сера Вільяма де Велслі із замку Данган та його дружини Ісмей Планкет із замку Кілін — дочки Томаса Фітц-Крістофера Планкета та його дружини Меріан Круз. Обидва батьки Томаса К'юсака походили від давніх аристократичних родин Пейлу — англійської колонії в Ірландії. Джон К'юсак був двоюрідним братом Томаса К'юсака з Джреррардстауна, що був генеральним прокурором Ірландії в 1480 році та головним лорд-суддею Ірландії в 1490—1494 роках. Після смерті Елісон де Велслі Джон другий раз одружився з Еліонор Делахайд з Мойгер-Холл, що в графстві Кілдер. Родина К'юсак з К'юшінстауна походила від Волтера де К'юсака — судді і військового діяча початку XIV століття.
У Томаса було четверо молодших братів і семеро сестер, у тому числі:
- Мері — була черницею, останньою наставницею абатства Лісмуллен. Потім вона вийшла заміж за Томаса Фінгласа — сина Патріка Фінгласа — головного лорд-судді Ірландії.
- Йоганна — одружилась з сером Гарретом Флемінгом — родичем Крістофера Флемінга — VIII барона Слейн.
- Кетрін — одружилась з Ніколасом Вейфером — союзником Шовкового Томаса, що під час повстання вбив архієпископа Джона Алена.
- Томасіна — одружилась з Крістофером Даудоллом з графства Лаут і мала сина Джеймса Даудолла, що став потім головним лорд-суддею Ірландії.

### Кар'єра
Мало що відомо про його молоді роки, поки він не почав свою юридичну діяльність в 1522 році і отримав ступінь майстра-юриста в 1524 році. У 1515 році він вперше одружився з Джоан Хассі. Повстання Шовкового Томаса за незалежність Ірландії мало вплинуло на його кар'єру, незважаючи на те, що його родич Ніколас Вейфер був одним із лідерів повстання і особисто вбив архієпископа Алена, що виступив проти повстанців. Родина його мачухи — Делахайди з Мойглера теж брали участь у повстанні вважалися «головними бунтівниками». Як і більшість амбітних ірландців свого часу покладався на заступництво Томаса Кромвеля, що був одним із найвпливовіших міністрів при дворі короля Англії. Для просування своєї кар'єри лобіював інтереси Томаса Кромвеля, домагався від нього отримання посади канцлера казначейства Ірландії і після сплати хабаря в 10 фунтів стерлінгів (велика на той час сума) отримав цю посаду в 1533 році.
У 1534 році у нього з'явилась можливість отримати високу посаду в Суді загальних справ Ірландії. Він знову домігся цієї посади за допомогою своєї багатої двоюрідної сестри леді Невілл, що витратила більше 100 фунтів стерлінгів на хабарі (тоді це була величезна сума). Незважаючи на те, що він отримав свої посади за хабарі, Томас К'юсак високо цінувався в свій час як суддя: О'Фланаган хвалить його за практичний здоровий глузд, здатність розпізнати правду в будь-якій справі, за його увагу до деталей. Він не проявляв упередженого ставлення до ірландців, хоча сам був англійського походження і ставлеником англійської корони, здобув репутацію в суді за чесність і поміркованість.

### Політична діяльність
Його перший термін на посаді судді тривав менше року: його звільнили з суду після сварки з Кромвелем. Ходили чутки, що він розкрадав державні кошти казначейства, хоча вважався дуже чесною людиною за мірками того часу. Але його приниження було не довгим, незабаром Томас К'юсак примирився з Кромвелем. Він брав участь у комісії по розслідуванню питань управління Ірландією, потім працював в комісії з питання розпуску монастирів. У нагороду за успіхи і заслуги перед короною Англії він отримав абатство Лісмуллен. Мері довелося піти на приниження, коли вона «добровільно» передала абатство у власність брата. Лісмуллен став однією з резиденцій родини разом з Кассінгтоном, але гостра суперечка щодо законності володіння Лісмулленом призвела до багаторічної судової тяганини після смерті Томаса. Лісмуллен лишався у власності родини К'юсак до наступного століття, коли він перейшов внаслідок шлюбу у власність родини Діллон. Батько Томаса К'юсака помер у віці вісімдесяти двох років у 1537 році. Томас успадкував володіння Кассінгтон. Корона Англії підтвердила надання Лісмуллена і прилеглих до нього земель Томасу К'юсаку в 1547 році.
Він був обраний депутатом Палати громад парламенту Ірландії в 1536 році і був обраний спікером Палати громад в 1541 році. Його висвятили в лицарі в 1540 році. Як спікер Палати громад він відіграв величезну роль у прийнятті закону про створення Королівства Ірландія і проголошення королем Ірландії короля Англії Генріха VIII Тюдора. Його перша промова як спікера Палати громад була красномовним захистом політики короля, за розрив з папством і придушення монастирів. Лорд-суддя Ірландії похвалив його як людину, що сумлінно і старанно служила королю і дбала про його честь.
У 1541 році він представив королю трактат про дарування землі його ірландським підданим. Вірний своїй репутації неупередженої людини, він наполягав, щоб ірландці (так само як і англійські колоністи) розглядалися як піддані Корони, а не як вороги, і щоб вони отримали всі переваги англійського права і були зрівняні в правах з англійськими колоністами. Це відповідало н6овій політиці корони Англії щодо Ірландії — політиці «капітуляції і покори». На противагу тим, хто закликав до крайніх заходів щодо придушення повстань ірландців, зокрема повстання Шейна О'Ніла, а потім повстання Джеральда ФітцДжеральда — XV графа Десмонд, Томас К'юсак закликав до політики примирення.

### Магістр і канцлер
У 1542 році Томас К'юсак отримав посаду Майстра Рукописів Ірландії. Це була доволі низька посада, що мала адміністративний, а не судовий характер. У його обов'язки входила опіка над усіма документами Суду Канцлера, він мав право розглядати позови. У 1543 році він отримав посаду Верховного шерифа графства Міт, зібрав військо для служби, організовував оборону Пейлу.
У 1546 році він отримав посаду Лорда-Хранителя Великої Печатки Ірландії. У 1551 році він отримав посаду лорд-канцлера Ірландії від короля Англі та Ірландії Едварда IV за його «мудрість, вченість, великий досвід, зважену поведінку» і отримав підвищення платні. Обов'язками Томаса К'юсака були як виконавчими, так і судовими. Його відправили запровадити воєнний стан у Коннахті. Виконуючи це завдання він проявив суворість і жорстокість. О'Фланаган пише, що судові справи лорд-канцлера в той час були рутинними. У 1552 році він отримав посаду лорд-судді Ірландії і правив Ірландією за відсутності лорда-намісника. З сером Ентоні Сент-Лежером — людиною з сильним духом і бурхливим характером Томас К'юсак (на відміну від своїх колег) завжди мав дружні стосунки.
Незважаючи на те, що Томас К'юсак був прихильником Реформації та наживався на ліквідації монастирів, фанатична римо-католичка королева Англії Марія І не проявила до нього ворожості після коронації. Замість цього, вона написала йому листа у радісних виразах, похвалила його за старанну службу її брату королю Едаарду IV і лишила Томаса К'юсака на посаді. Можливо, вона знала, що сам Томас К'юсак був прихильним до католицької віри, як і його діти та онуки (хоча його старший син Роберт був переконаним протестантом). Проте потім виник конфлікт Томаса з королевою через рішення відновити Собор Святого Патріка в Дубліні в католицькому стилі. Пізніше він скаржився на великі витрати, що він мав на службі, що призвели до великих боргів.

### Останні роки
Томаса К'юсака усунули з посади лорд-канцлера Ірландії в 1555 році після його чергової сварки з королевою, що призвела до того, що Томаса К'юсака ув'язнили в Тауері та присудження йому великого штрафу. Після невеликої перерви він повернувся в політику і був обраний депутатом Палати громад від Атерні в 1559 році. Він був особисто знайомий з королевою Англії Єлизаветою І і виконував дипломатичні місії: врегулював конфлікти королеви з Томасом Батлером — Х графом Ормонд, з Джеральдом ФітцДжеральдом — XV графом Десмонд у 1560 році. Він вів переговори з лідером ірландських повстанців Шейном О'Нілом. У 1564—1565 роках Томас К'юсак проявив жорстокість під час придушення повстання в Манстері. Він прагнув знову отримати посаду лорд-канцлера Ірландії. Йому обіцяли повернути цю посаду в 1563 році, але ця обіцянка так і не була виконана — його стосунки з королевою погіршились. Він продовжував служити в Таємній Раді Ірландії, хоча скаржився, що до його порад не прислухаються. Відносини з королевою Єлизаветою І остаточно зіпсувалися, оскільки королева почала ставитись скептично до політики примирення з ірландцями, і Томас в останні роки свого життя не брав участі в громадських справах.
На родинному гербі К'юсаків зображена русалка з мечем.

Хоча Томас К'юсак скаржився на постійні хвороби, він, як і його батько, прожив понад вісімдесят років. Він помер у 1571 році і був похований в Треве, що в графстві Міт. Пам'ятник Томасу К'юсаку та його дружині Мод Дарсі був споруджений в церкві Треве його сином Джоном. Нині збереглись лише руїни та фрагменти. Томас К'юсак лишив після себе рукописи, де пише хвалебно про свою дружину, але про себе теж:
…Чесноти породили мене. Благочестя плекало мене. Честь примножила мене. Майстерність підняла мене високо. Нехай тривала слава лишиться про мої дні. Як лорд-канцлер я керував людьми…

### Сімейне життя
Твердження О'Фланагана про те, що Томас К'юсак вів просте домашнє життя навряд чи відповідає дійсності. Його першою дружиною була його далека родичка Джоан Хассі, з якою він мав трьох дітей. У 1537 році шлюб було розірвано на підставі того, що подружжя родичі, але насправді причиною розлучення були особисті конфлікти. Пізніше Томаса К'юсака звинуватили в тому, що він підштовхував своїх слуг до перелюбу з Джоанною, щоб дати йому підстави для розлучення. Томас К'юсак пізніше відмовлявся визнавати цей шлюб дійсним і називав своєю першою дружиною Мод Дарсі. Джоан після розлучення вдруге одружилась з чоловіком з родини Бахе з Драмкондри. У 1581 році вона ще жила і Томас визнаючи свою провину лишив їй спадок.
Другий шлюб Томаса К'юсака був ще більш скандальним. Шлюб з Томасом був третім шлюбом Мод Дарсі. Перший раз вона вийшла заміж за Джеймса Марварда — барона Скрайн. Його вбив Річард Фіцджеральд — молодший син Джеральда Фіцджеральда — VIII графа Кілдер. Вдруге вона вийшла заміж за Фіцджеральда, якого потім стратили за участь в повстанні Шовкового Томаса. Після цього Мод отримала помилування за свою співучасть у «державній зраді» чоловіка і швидко вийшла заміж за Томаса К'юсака. Шлюб був щасливим, на могильній плиті подружжя викарбувані теплі слова Томаса своїй «благословенній дружині». Вона належала до відомої родини Дарсі з Платтена, що в графстві Міт. Вона була дочкою Джорджа Дарсі та його дружини Джейн Рікард, онукою сера Вільяма Дарсі — віце-скарбника Ірландії та Маргарет Сент-Лоренс.
Після смерті Мод Томас К'юсак одругився втретє — він став четвертим чоловіком Дженет Сарсфілд. Це був шлюб не внаслідок кохання — Дженет хотіла захопити якомога більше майна, землі та маєтків родини К'юсак, тоді як Томасу потрібні були її гроші, щоб розрахуватися з боргами. Але і в цьому шлюбі він був щасливим. Але між Дженет та її пасинком виникла шалена ворожнеча, і Томас заповів Лісмуллен вдові сина, що призвело до багаторічної судової тяганини. Кассінгтон успадкував Джон — онук Томаса від першого шлюбу. Дженет померла в 1598 році, уклавши ще два шлюби. Едвард К'юсак був засуджений за «державну зраду» в 1582 році разом з Ніколасом Наджентом, але був помилуваний.

## Нащадки
Від першої дружини Томас К'юсак мав трьох дітей. Від другої дружини в Томаса було 13 дітей. Не про всіх дітей Томаса К'юсака історія зберегла відомості. Але відомо про таких:
- Роберт — ІІ барон казначейства (помер у 1570 р.), одружився з Кетрін Наджент, мав з нею 7 дітей, в тому числі: Джона Кьюсака з Кассінгтона, отця Крістофера Кьюсака — засновника Ірландського коледжу в Дуе, Елізабет — матір отця Патріка Флемінга
- Едвард (помер у 1596 р.) з Лісмуллена — одружився з Елізабет Ейлмер і мав з нею 6 дітей, у тому числі: Річарда — його спадкоємця, Джеймса — одного з лідерів Ірландської Конфедерації, Енн, що перший раз вийшла заміж за сера Амброза Форта — суддю Адміралтейського суду (помер у 1610 році), другий раз одружилась з Крістофером Ньюгентом — молодшим братом Річарда Ньюгента — І графа Вестміт, третій раз одружилась з Валеріан Велслі.
- Джон К'юсак
- Кетрін (померла 1598 р.) — вийшла заміж спочатку за сера Генрі Коллі, а потім за Вільяма Юстаса з Каслмартіна
- Мері — вийшла заміж за Теобальда Батлера, І барона Кагір і мала з ним семеро дітей
- Аліса — вийшла заміж за сера Крістофера Белью з Беллстауна
- Маргарет — вийшла заміж за Мерро О'Брайена — IV барона Інчіквіна і мала з ним семеро дітей
- Елісон — вийшла заміж за Томаса Ейлмера.

Від Кетрін Кьюсак та її першого чоловіка походить рід Коллі, що отримав титул графа Морнінгтон. Вони змінили своє ім'я на Велслі (у них була кров Велслі через матір Томаса К'юсака Елісон де Велслі, і було кілька пізніших шлюбів К'юсак-Велслі, включаючи шлюб Енн К'юсак з Валеріаном Веллеслі) і дали, серед багатьох інших нащадків, І герцога Веллінгтон. Баронети Кьюсак-Сміт із Туама також походили по жіночій лінії від сера Томаса К'юсака.

## Характер
Незважаючи на його бурхливе приватне життя, його готовність захопити і привласнити монастирські землі, його використання хабарів, щоб отримати посаду, звинувачення на початку його кар'єри в розкраданні коштів Корони, Томаса К'юсака загалом вважають одним із найкращих державних службовців свого часу: сучасники називають його «одним із найлояльніших і найшанованіших політичних діячів Ірландії» свого часу.